# Lucihormetica luckae
Lucihormetica luckae là một loài gián trong họ Blaberidae. Loài này được xem là nguy cấp, hay thận chí tuyệt chủng, với một mẫu vật duy nhất được thu thập, khoảng 70 năm trước. Ngoài ra Tungurahua ở Nam Mỹ, được xem là nơi sinh sống của loài này bước vào một giai đoạn phun trào mới vào năm 1999.
Lưng của L. luckae' gồm hai đốm lớn và một đốm nhỏ nơi sinh sống của vi khuẩn, có thể phát sáng khi tiếp xúc với ánh sáng huỳnh quang.
Loài này được liệt kê trong Top 10 New Species 2013 phát hiện năm 2012 theo sự lựa chọn của International Institute for Species Exploration (Viện quốc tế về loài thăm dò) ở đại học bang Arizona từ hơn 140 loài. Việc lựa chọn được công bố vào ngày 22 tháng 5 năm 2013.